# Frédéric IV du Palatinat
Frédéric IV du Palatinat, dit « le Juste » (né le 5 mars 1574 à Amberg, décédé le 9 septembre 1610 à Heidelberg) est comte palatin du Rhin de 1583 à 1610. Il rétablit le Palatinat comme une principauté calviniste du Saint-Empire.

## Biographie

### Les troubles confessionnels et la régence
Fils de Louis VI du Palatinat et d’Élisabeth de Hesse (1539-1582), une des filles du landgrave de Hesse Philippe le Magnifique, Frédéric IV est issu de la dynastie des Wittelsbach. Il n'a que neuf ans lorsqu'il est couronné en 1583, ce qui porte à la régence son oncle, le prince de confession réformée Jean-Casimir († 1592). Frédéric IV s'oppose certainement d'emblée au choix de son oncle comme tuteur, car lui–même a été élevé dans la foi luthérienne, et la pression du parti calviniste finit par reléguer au second rang les volontés de l'héritier au trône comtal. Ce parti calviniste est d'ailleurs largement représenté par des nobles du ban de Vettéravie.
À la mort de Jean-Casimir, le plus proche parent du prince héritier, le duc Richard de Palatinat-Simmern (1521-1598), de confession luthérienne, accourt à Heidelberg depuis son château de Simmern, et procède sans ambages au renvoi des anciens conseillers pour y placer ses hommes. Bien qu'en effet le jeune Frédéric ait été près à ce moment d'avoir 18 ans, le régime de succession paraissait clair : le prince devait avoir 18 ans échus ; seulement les chambres de la principauté s'opposent à la mainmise du comte Richard sur le comté : elles tentent de contourner la loi, en arguant que le prince n'aurait désormais pas plus de maturité dans quelques mois. Il s'ensuit pourtant un procès car :
- selon la Bulle d'Or de 1356, la majorité pour les princes-électeurs est fixée à 18 ans échus ;
- mais selon deux décrets de l’empereur Sigismond, datés de 1414 et 1434, il existe la possibilité de proroger la régence jusqu'à 25 ans dans certains cas.

L'origine de cette double possibilité remonte à la transition du droit romain au jus commune, qui s'est traduite par le report de l'âge de la majorité, de 18 à 25 ans. Il se pose en fait la question de savoir lequel des deux codes de loi est ici pertinent, et s'ils s'appliquent à toutes les principautés du Saint-Empire ou seulement à l'électeur palatin. Telle est l'origine de la contestation de la tutelle du Palatinat, connue en Allemagne comme la Kurpfälzischer Administrationsstreit.
Mais la principale raison de ce conflit de succession est confessionnelle : il y allait du retour complet de la principauté à l’orthodoxie luthérienne, ou du maintien d'un statu quo laissant aux calvinistes leur liberté. Ce point est d'importance, car selon la doctrine établie désormais dans le Saint Empire du cujus regio, ejus religio, les sujets devaient adopter la religion de leur prince.
De son côté, l'empereur cherche à rester neutre ; si dans un premier temps il a bien reconnu au jeune Frédéric le droit de former un gouvernement, il ne l'invite à venir prêter serment à l'Empire que deux ans plus tard (1594), alors que la situation est réglée. Ni les autres grands électeurs, trop divisés, ni les cours protestantes étrangères, notamment celle d'Élisabeth d'Angleterre, ne contribuent à la résolution du conflit. Quant aux anciens corégents de Jean-Casimir : le duc Louis de Wurtemberg († 1593), le margrave Georges-Frédéric de Brandebourg-Ansbach et le landgrave Louis IV de Hesse-Marbourg, tous de confession luthérienne, ils ne prennent que des initiatives modestes (seul le premier soutenant le duc Richard). 
C'est finalement la situation économique précaire du duc Richard de Simmern et son âge avancé, compliqué d'une nouvelle maladie (sans doute un accident vasculaire : il ne pouvait plus parler et se déplaçait avec difficulté), qui suscitent l'apaisement. Contre la prise en charge de ses dettes par la principauté, il renonce à exercer la régence. Non seulement il a échoué à maintenir le Palatinat dans la foi luthérienne, mais son duché de Simmern doit se convertir au calvinisme.

### Le règne
Grand amateur de musique, l’électeur Frédéric IV pensionne le compositeur Andreas Raselius et le luthiste Charles Bocquet. Il a fait de son ancien précepteur, le théologien réformé Pitiscus, son chapelain : ce dernier emploie ses loisirs à dresser les tables trigonométriques les plus précises du XVIIe siècle. Tout au long de son règne, Frédéric IV poursuit la construction de son château de Heidelberg. C'est de cette époque que date l’aile Frédéric. La galerie des Wittelsbach, œuvre du maître Sebastian Götz de Coire (en façade de l’aile Frédéric), représente l'histoire de cette dynastie avec beaucoup d'inspiration, si ce n'est que l'apparition de Charlemagne dans cette succession de princes est quelque peu douteuse.

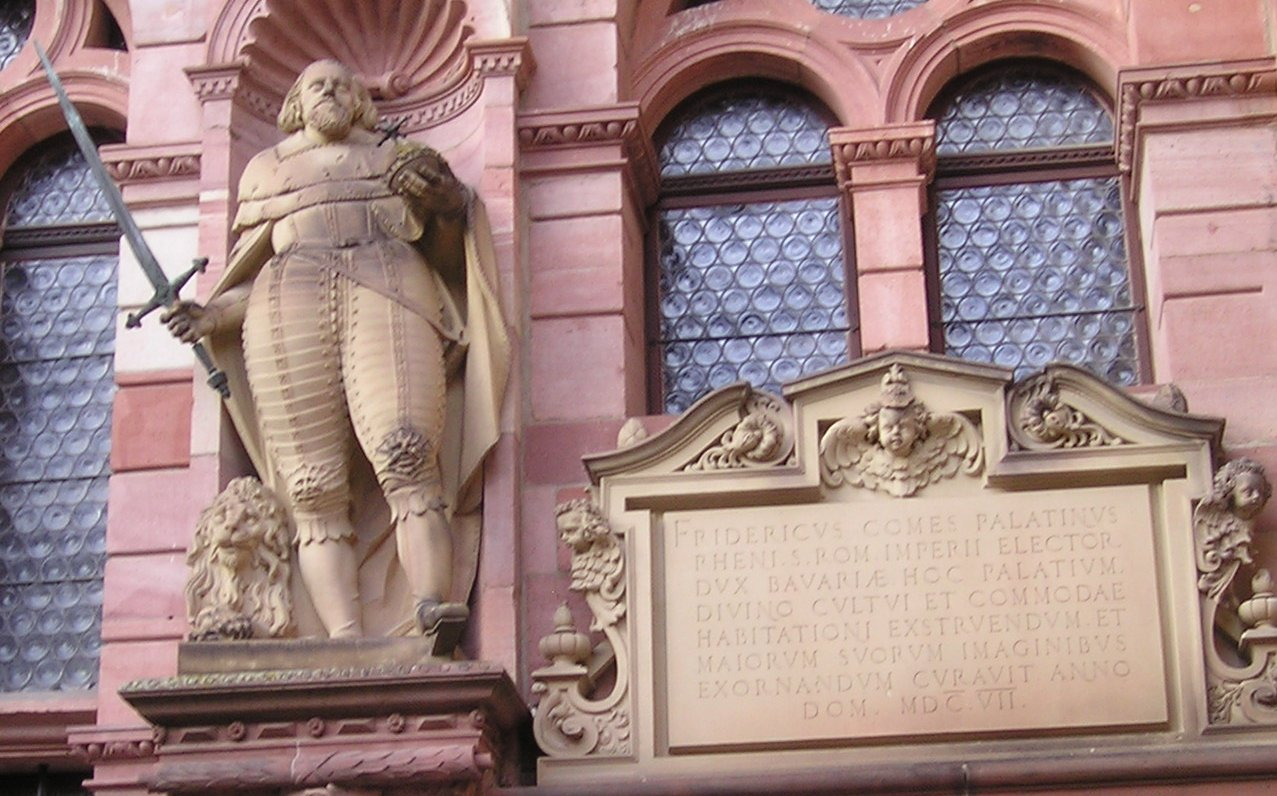
Frédéric IV dans la galerie des ancêtres de l'aile Frédéric, au Château de Heidelberg.

Il fait édifier près du village de pêcheurs de Mannheim en 1606-07 la forteresse bastionnée de Friedrichsburg (de). Frédéric IV se montre particulièrement généreux avec sa ville-forteresse de Mannheim. Il accorde aux habitants des privilèges spéciaux comme l'exemption de la corvée. Pour faciliter le repeuplement du comté, il décrète que les immigrants seraient exonérés d'impôts les 20 premières années. 
En 1608 il prend la tête de l'Union évangélique, à un moment où la tension avec les princes catholiques s'accroit sensiblement.
Frédéric IV laisse une réputation de gros buveur (de vin) ; son intempérance faisait craindre à ses contemporains que, mourant avant l'âge, il ne laissât aucun héritier majeur à sa mort, précipitant ses sujets dans un nouveau conflit de succession. Du reste, il meurt en 1610 « des suites de son style de vie extravagant », et est inhumé dans l'église du Saint-esprit de Heidelberg.

## Descendance
L’électeur Frédéric IV épouse le 13 juin 1593 la princesse Louise-Juliana d'Orange-Nassau (1576–1644), à Dillenburg. Cette dernière est la fille du prince Guillaume Ier d'Orange-Nassau et de sa troisième épouse, Charlotte de Montpensier. De leur union naissent huit enfants :
- Louise-Julienne (1594–1640) épouse en 1612 l'électeur Jean II de Deux-Ponts (1584–1635)
- Catherine-Sophie (1595–1626)
- Frédéric V (1596–1632), le « roi d'un hiver » épouse en 1613 la princesse Élisabeth Stuart (1596–1662)
- Élisabeth-Charlotte (1597–1660) épouse en 1616 l’électeur Georges-Guillaume Ier de Brandebourg (1595–1640)
- Anna Éléonore (1599–1600)
- Louis-Guillaume (1600 † 1600)
- Moritz Christian (1601 † 1605)
- Louis-Philippe de Palatinat-Simmern (1602 † 1655) épouse en 1631 la princesse Marie-Éléonore de Brandebourg (1607–1675) fille de Joachim III Frédéric de Brandebourg. Il devient comte palatin de Simmern et de Kaiserslautern, et après lui leur fils Louis-Henri de Palatinat-Simmern mort en 1674.